# Crestmore Heights
Crestmore Heights est une census-designated place du comté de Riverside, dans l'État de Californie, aux États-Unis,. En 2020, elle compte une population de 384 habitants.